# إيان بلير
إيان بلير (بالإنجليزية: Ian Blair) هو ضابط شرطة وسياسي بريطاني، ولد في 19 مارس 1953 في تشستر في المملكة المتحدة. انتخب نائب مفوض شرطة العاصمة ‏ ( – 2005) وانتخب مفوض شرطة العاصمة ‏ (2005 – 1 ديسمبر 2008).